# Gorenja vas (gmina Zagorje ob Savi)
Gorenja vas – wieś w Słowenii, w gminie Zagorje ob Savi. W 2018 roku liczyła 54 mieszkańców.